# Davit II.
Davit II. (Geez: ዳዊት), vladarskog imena Anbasa Segad, poznatiji po svom rodnom imenu Lebna Dengel (oko 1496. – 2. rujna 1540.) bio je etiopski car (neguš negasti) 1508. do 1540. Lebna Dengel bio je član Salomonske dinastije sin cara Na'oda i carice Na'od Mogasa.

## Životopis

### Prve godine vladanja
Prvih godina njegove vladavine 1508. – 1516. umjesto njega vladala je kao regent žena cara Zara Jakoba Eleni. Ona je bila svjesna da iza muslimanskih sultanata u okruženju Etiopije stoje puno snažnije muslimanske države poput Osmanskog Carstva. Željevši to nekako neutralizirati, poslala je armenskog misionara Mateusa u Portugal da u njeno ime traži pomoć na njihovu dvoru. Portugalci su doista uputili jednu misiju u Etiopiju na čelu s Dom Rodrigom de Lima koja je uspjela stići do luke Massawa na Crvenom moru 9. travnja 1520. Njima je trebalo punih 6 mjeseci da stignu do carskog logora Lebne Dengela 19. listopada 1520. na Etiopsku visoravan.
Davit II. je godinu dana nakon preuzimanja vlasti (1516.) poduzeo je vojni pohod na buntovni Sultanat Adal 1517., to je bilo negdje u isto vrijeme kad je i portugalska flota napala njihovo glavno uporište luku Zeila i spalila je. U tom pohodu uspio je pogubiti i emira Mahfuza vladara Sultanata Adal. Potom je poduzeo pohod na nemirno pleme Gurage kod jezera Zivaj. Njemu i njegovim savjetnicima učinilo se da je gotovo s muslimanskom opasnošću, pa kad su Portugalci konačno dospjeli do njegova logora, porekao je bilo kakvo pravo odaslanom misionaru Mateusu da pregovara u njegovo ime. Time je zapravo odbio portugalsku pomoć, te su oni nakon 6 godina, otišli iz Etiopije vjereni da Davit II. čvrsto drži situaciju pod kontrolom. Prevarili su se, kao i samouvjereni Davit II. koji je ignorirao savjete regentice Elini.

### Invazija Ahmada Granja (Etiopsko-adalski rat)
Nakon smrti starog sultana Adala Abu Bakra 1520., vlast u Sultanatu Adal prigrabio je mladi Imam Ahmed ibn al-Ibrihim Gazi – poznatiji kao Ahmad Granj. On je već 1528. pokrenuo svoj prvi napad na Etiopiju, u znak odmazde za prethodni napad na Sultanat Adal kojeg je izveo etiopski general Degalhan. Isprva je imamova vojska bila naučena na kratke brze upade na etiopski teritorij, i brzi povratak u svoja uporišta. Pri dužim ratnim kampanjama gomila ludi bi dezertirala, ali vremenom je Granj uspio disciplinirati svoje ljude.Tako da se u Bitci kod Šimbra Kure u ožujku 1529. Granjova vojska uspjela potpuno ravnopravno nositi s carskom etiopskom vojskom Davita II, iako u tom prvom srazu nijedna strana nije odnijela pobjedu.
Imam Ahmad Gragn proveo je sljedeće dvije godine ratujući po zemljama nizvodno od rijeke Avaš, ali je ponovno napao Etiopiju 1531., proglasivši džihad protiv Etiopskog Carstva, tad je u silovitom napadu raspršio etiopsku carsku vojsku generala Eslamua. Davit II. bio je primoran povući se na Etiopsku visoravan i braniti prilaze na prijevojima u regiju Amhara, ostavljajući tako teritorije na istoku i jugu da ih štiti njegov general Vasan Sagad. No on je ubijen u Bitci kod Planine Busat 29. srpnja 1531. a njegova se vojska razbježala. Potom je imamova vojska iznenadila cara Davita II. u Bitci kod Amba Sela 27. listopada 1531., tad ga je gotovo zarobila.
Imamovi sljedbenici potom su se razlili po Amhari, pljačkajući i palivši na sve što su naišli. Car Davit II. povukao se preko rijeke Plavi Nil u relativnu sigurnost pokrajine Godžam. Neuspješna potraga za njim, kao i prva dva neuspjela pokušaja da zauzmu Amba Gešen usporilo je njihovo napredovanje na zapad Etiopije.
U vojnim pohodima koji su nakon tog uslijedili, vojske Ahmada Granja rušile su sve tragove kršćanstva po Etiopiji, i silom oružja prisiljavali kršćansko stanovništvo Etiopije na obraćenje na islam. U travnju 1533., Ahmad Granj ponovno je okupio brojnu vojsku kod Debre Berhana želivši da u tom zadnjem pohodu, ovlada posljednjim nepokorenim dijelovima Etiopije, sjevernim dijelovima pokrajina Tigraj, Bedžemder i Godžam.
Za kratkotrajne vladavine Ahmeda Granja nad Etiopskom visoravni 1531. – 1543., teško je trpjela Etiopija, ali i sam car Davit II. Manastir Debre Libanos je spaljen 1531., Manastiri i crkve po otocima jezera Tana su opljačkani i popaljeni. Davitov najstariji sin Fiktor poginuo je u Zari u pokrajini Vag od vojske Ahmada Granja 7. travnja 1537., njegov drugi sin Menas, uhvaćen je 19. svibnja 1539. i kasnije prebačen u muslimansko zarobljeništvo u Jemen. Carski zatvor i riznica Amba Gešen, pala je u trećem pokušaju u siječnju 1540., sva etiopska posada je poklana, kraljevska riznica opljačkana a crkve zapaljene. Posljednje godine svoje vladavine Davit II. proveo je doslovno kao prognanik, bježeći i skrivajući se od vojske Ahmada Granja. Ponovno je zamolio svoju bivšu regenticu Elini da zatraži pomoć od Portugala, ona je to i napravila. Ali kad je konačno portugalska vojna pomoć u vidu jedne male ekspedicije koju je vodio Cristóvão da Gama stigla u Etiopiju 10. veljače 1541., za Davita II. je bilo prekasno, on je poginuo u Bitci kod manastira Debre Damo, 2. rujna 1540.
Njegov mlađi sin Jakob, uspio se sakriti i preživjeti vladavinu Ahmada Granja u regiji Šoa. Njegov unuk Susenios uspio se ponovno 1604. uspeti na etiopsko prijestolje, s njim je otpočela gondarska linija Salomonske dinastije.